# Tottenham Hotspur FC 2015/2016
Säsongen 2015/2016 var Tottenham Hotspurs 24:e säsong i Premier League och 38:e säsongen i rad i den högsta divisionen i det engelska ligasystemet.
Utöver Premier League deltog klubben i FA-cupen, Ligacupen och Europa League. Säsongen pågick mellan 1 juli 2015 och 30 juni 2016.

## Spelartrupp
| 1           | Hugo Lloris (C)     | Frankrike     | GK      | 26 december 1986  |
| 13          | Michel Vorm         | Nederländerna | GK      | 20 oktober 1983   |
| Försvarare  |                     |               |         |                   |
| 2           | Kyle Walker         | England       | RB      | 28 maj 1990       |
| 3           | Danny Rose          | England       | LB      | 2 juli 1990       |
| 4           | Toby Alderweireld   | Belgien       | CB / RB | 2 mars 1989       |
| 5           | Jan Vertonghen (VC) | Belgien       | CB / LB | 24 april 1987     |
| 15          | Eric Dier           | England       | CB / RB | 15 januari 1994   |
| 16          | Kieran Trippier     | England       | RB      | 19 september 1990 |
| 27          | Kevin Wimmer        | Österrike     | CB / LB | 15 november 1992  |
| 33          | Ben Davies          | Wales         | LB / CB | 24 april 1993     |
| Mittfältare |                     |               |         |                   |
| 11          | Érik Lamela         | Argentina     | RW / LW | 4 mars 1992       |
| 19          | Moussa Dembélé      | Belgien       | CM / AM | 16 juli 1987      |
| 20          | Dele Alli           | England       | CM / AM | 11 april 1996     |
| 22          | Nacer Chadli        | Belgien       | LW / SS | 2 augusti 1989    |
| 23          | Christian Eriksen   | Danmark       | AM / SS | 14 februari 1992  |
| 28          | Tom Carroll         | England       | CM / AM | 28 maj 1992       |
| 38          | Ryan Mason          | England       | CM / AM | 13 juni 1991      |
| 42          | Nabil Bentaleb      | Algeriet      | CM / DM | 24 november 1994  |
| Anfallare   |                     |               |         |                   |
| 7           | Son Heung-min       | Sydkorea      | FW / LW | 8 juli 1992       |
| 10          | Harry Kane (VC)     | England       | FW / SS | 28 juli 1993      |
| 14          | Clinton N'Jie       | Kamerun       | FW / RW | 15 augusti 1993   |

## Övergångar

### In
| Datum           | Position | Nationalitet | Spelare           | Från             | Övergångssumma | Källa         |
| --------------- | -------- | ------------ | ----------------- | ---------------- | -------------- | ------------- |
| 29 maj 2015     | MB       | Österrike    | Kevin Wimmer      | 1. FC Köln       | £4 300 000     | [ 2 ] [ 3 ]   |
| 19 juni 2015    | HB       | England      | Kieran Trippier   | Burnley          | £3 500 000     | [ 4 ] [ 5 ]   |
| 8 juli 2015     | MB       | Belgien      | Toby Alderweireld | Atlético Madrid  | £11 500 000    | [ 6 ]         |
| 15 augusti 2015 | FW       | Kamerun      | Clinton N'Jie     | Lyon             | £8 300 000     | [ 7 ] [ 8 ]   |
| 28 augusti 2015 | FW       | Sydkorea     | Son Heung-min     | Bayer Leverkusen | £22 000 000    | [ 9 ] [ 10 ]  |
| 13 januari 2016 | MF       | England      | Shilow Tracey     | Ebbsfleet United | i.u.           | [ 11 ] [ 12 ] |

Totalt: £49 600 000 ▼

### Ut
| Datum             | Position | Nationalitet | Spelare             | Till                   | Övergångssumma | Källa         |
| ----------------- | -------- | ------------ | ------------------- | ---------------------- | -------------- | ------------- |
| 29 juni 2015      | CM       | Brasilien    | Paulinho            | Guangzhou Evergrande   | £9 900 000     | [ 13 ]        |
| 1 juli 2015       | CF       | Nigeria      | Daniel Akindayini   | Brighton & Hove Albion | Fri övergång   | [ 14 ]        |
| 1 juli 2015       | MV       | Skottland    | Jordan Archer       | Millwall               | Fri övergång   | [ 14 ]        |
| 1 juli 2015       | OM       | Spanien      | Cristian Ceballos   | Charlton Athletic      | Släppt         | [ 14 ]        |
| 1 juli 2015       | MV       | USA          | Brad Friedel        | Avslutad karriär       | i.u.           | [ 15 ]        |
| 1 juli 2015       | MB       | Sydafrika    | Bongani Khumalo     | Free agent             | Släppt         | [ 14 ]        |
| 1 juli 2015       | HB       | Nordirland   | Aaron McEneff       | Free agent             | Släppt         | [ 14 ]        |
| 1 juli 2015       | HB       | England      | Alexander McQueen   | Carlisle United        | Fri övergång   | [ 14 ]        |
| 1 juli 2015       | MV       | England      | Jonathan Miles      | Ebbsfleet United       | Fri övergång   | [ 14 ]        |
| 1 juli 2015       | OM       | England      | Lloyd Ross          | Free agent             | Släppt         | [ 14 ]        |
| 1 juli 2015       | CM       | Tyskland     | Lewis Holtby        | Hamburg                | £4 600 000     | [ 16 ] [ 17 ] |
| 6 juli 2015       | DM       | Frankrike    | Étienne Capoue      | Watford                | £6 300 000     | [ 18 ] [ 19 ] |
| 8 juli 2015       | LW       | Kroatien     | Tomislav Gomelt     | Bari                   | Free transfer  | [ 20 ]        |
| 13 juli 2015      | MF       | Slovenien    | Filip Lesniak       | Free agent             | Släppt         | [ 21 ]        |
| 16 juli 2015      | DF       | Frankrike    | Younès Kaboul       | Sunderland             | £4 000 000     | [ 22 ] [ 23 ] |
| 20 juli 2015      | MF       | Frankrike    | Benjamin Stambouli  | PSG                    | £6 000 000     | [ 24 ]        |
| 30 juli 2015      | CB       | Rumänien     | Vlad Chiricheș      | Napoli                 | £4 500 000     | [ 25 ] [ 26 ] |
| 6 augusti 2015    | RB       | England      | Ryan Fredericks     | Bristol City           | i.u.           | [ 27 ]        |
| 7 augusti 2015    | CB       | England      | Grant Hall          | Queens Park Rangers    | i.u.           | [ 28 ]        |
| 14 augusti 2015   | CF       | Spanien      | Roberto Soldado     | Villarreal             | £10,000,000    | [ 29 ] [ 30 ] |
| 31 augusti 2015   | RW       | Belgien      | Ismail Azzaoui      | VfL Wolfsburg          | £500 000       | [ 31 ]        |
| 1 september 2015  | RM       | England      | Aaron Lennon        | Everton                | £4 500 000     | [ 32 ]        |
| 13 september 2015 | CF       | Togo         | Emmanuel Adebayor   | Crystal Palace         | Fri övergång   | [ 33 ] [ 34 ] |
| 5 januari 2016    | LW       | Irland       | Kenny McEvoy        | York City              | Fri övergång   | [ 35 ]        |
| 22 januari 2016   | CF       | Jamaica      | Shaquile Coulthirst | Peterborough United    | i.u.           | [ 36 ]        |
| 28 januari 2016   | RW       | England      | Andros Townsend     | Newcastle United       | £12 000 000    | [ 37 ]        |
| 1 februari 2016   | CB       | Serbien      | Miloš Veljković     | Werder Bremen          | £500 000       | [ 38 ]        |

Totalt: ▲ £61 600 000+
1. ↑  Efter att Akindayini släpptes denskrev han på för Brighton & Hove Albion.'"`UNIQ--ref-00000003-QINU`"'
2. ↑  Efter att Archer släpptes skrev han på för Millwall.'"`UNIQ--ref-00000005-QINU`"'
3. ↑  Efter att Ceballos släpptes skrev han på för Charlton Athletic.'"`UNIQ--ref-00000007-QINU`"'
4. ↑  Efter att McQueen släpptes skrev han på för Carlisle United.'"`UNIQ--ref-00000009-QINU`"'
5. ↑  Efter att Miles släpptes skrev han på för Ebbsfleet United.'"`UNIQ--ref-0000000B-QINU`"'
6. ↑  Efter att Gomelt släpptes skrev han på för Bari.'"`UNIQ--ref-0000000D-QINU`"'

### Utlånade spelare
| Fr.o.m            | Position | Nationalitet | Spelare             | Lånad till       | T.o.m             | Källa         |
| ----------------- | -------- | ------------ | ------------------- | ---------------- | ----------------- | ------------- |
| 13 juli 2015      | HB       | England      | Grant Ward          | Rotherham United | 2 januari 2016    | [ 39 ]        |
| 12 augusti 2015   | CB       | England      | Dominic Ball        | Rangers          | Säsongens slut    | [ 40 ] [ 41 ] |
| 12 augusti 2015   | LW       | England      | Nathan Oduwa        | Rangers          | Säsongens slut    | [ 40 ] [ 41 ] |
| 14 augusti 2015   | SS       | England      | Shaquile Coulthirst | Wigan Athletic   | 1 november 2015   | [ 42 ]        |
| 14 augusti 2015   | LB       | England      | Connor Ogilvie      | Stevenage        | 14 september 2015 | [ 43 ]        |
| 1 september 2015  | RB       | USA          | DeAndre Yedlin      | Sunderland       | Säsongens slut    | [ 44 ]        |
| 26 september 2015 | RW       | Irland       | Kenny McEvoy        | Stevenage        | 24 oktober 2015   | [ 45 ]        |
| 1 februari 2016   | CB       | Argentina    | Federico Fazio      | Sevilla          | Säsongens slut    | [ 46 ]        |
| 1 februari 2016   | AM       | England      | Alex Pritchard      | West Bromwich    | Säsongens slut    | [ 47 ]        |
| 26 februari 2016  | LW       | England      | Nathan Oduwa        | Colchester       | 26 mars 2016      | [ 48 ]        |
| 4 mars 2016       | FW       | England      | Ryan Loft           | Braintree Town   | i.u.              | [ 49 ]        |

## Försäsongsmatcher
| MLS All-Star Game 29 juli 2015 | MLS All-Stars             | 2–1     | Tottenham Hotspur | Colorado                                         |  |  |
|                                | Kaká 20′ (str.) Villa 23′ | Rapport | Kane 36′          | Arena: Dick's Sporting Goods Park Publik: 18 671 |  |  |
|                                |                           |         |                   |                                                  |  |  |

| 2015 Audi Cup 4 augusti 2015 | Real Madrid        | 2–0     | Tottenham Hotspur | München              |  |  |
| 18:15 (UTC+2)                | James 36′ Bale 78′ | Rapport |                   | Arena: Allianz Arena |  |  |
|                              |                    |         |                   |                      |  |  |

| 2015 Audi Cup 5 augusti 2015 | Tottenham Hotspur     | 2–0     | Milan | München                                                                |  |  |
| 18:15 (UTC+2)                | Chadli 8′ Carroll 71′ | Rapport |       | Arena: Allianz Arena Publik: 70 000 Domare: Robert Hartmann (Tyskland) |  |  |
|                              |                       |         |       |                                                                        |  |  |

## Premier League
Den 17 juni 2015 släpptes den kommande säsongens spelschema.
| 1 8 augusti 2015 | Manchester United | v | Tottenham Hotspur | Manchester          |  |  |
| 12:45 BST        |                   |   |                   | Arena: Old Trafford |  |  |
|                  |                   |   |                   |                     |  |  |